# اولکسی واکولنکو
اولکسی واکولنکو (اوکراینی: Олексій Борисович Вакуленко؛ ۲۸ مارس ۱۹۸۱ – ۳ مارس ۲۰۰۷) کشتی‌گیر دستهٔ ۵۵ ک‌گ کشتی فرنگی اهل اوکراین بود که در المپیک ۲۰۰۴ آتن به مقام چهارم رسید. 